# Ă
Ă, ă는 표준 루마니아어와 베트남어의 표기법에 사용되는 문자이다. 루마니아어에서는 중설 중모음을 나타내고, 베트남어에서는 짧은 a 소리를 나타낸다. 루마니아어와 베트남어에서 두 번째 문자이다.
또, Ă/ă 는 슬로바키아어, 체코어, 루마니아어, 에스토니아어, 스웨덴어 그리고 핀란드어에서 불가리아어 문자 Ъ와 ъ를 음역하는데 쓰인다.

## 여러 언어에서의 쓰임

### 루마니아어
루마니아어에서 ă는 중설 중모음 /ə/로 발음되며, 영어 등과 달리, 그러나 불가리아어와 아프리칸스어와 비슷하게 강세를 받을 수 있다. "măr" /mər/ (사과)나 "văd" /vəd/ (알겠다) 등 모음이 하나인 단어에서 ă를 볼 수 있으며, "cărțile" /ˈkərsile/ (책)과 "odăi" /oˈdəj/ (방) 등 일부 강세를 받는 ă 외에 다른 모음이 존재하는 단어에서도 볼 수 있다.

### 베트남어
ă는 꾸옥응으의 두 번째 알파벳이며 /a/로 발음된다. 베트남어의 다섯 음조의 표기 때문에 Ă와 ă에 음조 부호를 붙인 로마자를 볼 수 있는데, 이는 다음과 같다: Ằ/ằ, Ắ/ắ, Ẳ/ẳ, Ẵ/ẵ, Ặ/ặ.

### 말레이어
1972년 이전의 말레이어 표기에서, ă는 "mată" /matə/ (눈)과 같이 어근의 마지막 음절에서만 사용되었고, 이는 1972년부터 사용된 향상된 인도네시아어 맞춤법에서 'a'로 대체되었다.

## 코드 값
| 미리 보기                              | ă                               | ă                               | Ă                                 | Ă                                 |
| -------------------------------------- | ------------------------------- | ------------------------------- | --------------------------------- | --------------------------------- |
| 유니코드 이름                          | LATIN SMALL LETTER A WITH BREVE | LATIN SMALL LETTER A WITH BREVE | LATIN CAPITAL LETTER A WITH BREVE | LATIN CAPITAL LETTER A WITH BREVE |
| 인코딩                                 | 10진                            | 16진                            | 10진                              | 16진                              |
| 유니코드                               | 259                             | U+0103                          | 258                               | U+0102                            |
| UTF-8                                  | 196 131                         | C4 83                           | 196 130                           | C4 82                             |
| 수치 문자 참조                         | &#259;                          | &#x103;                         | &#258;                            | &#x102;                           |
| ISO 8859-1, 2, 3, 4, 9, 10, 14, 15, 16 | 259                             | 103                             | 258                               | 102                               |

## 같이 보기
- Ӑ (키릴 문자)
- 반달점 (˘)